# Daniel Guggenheim (Industrieller)

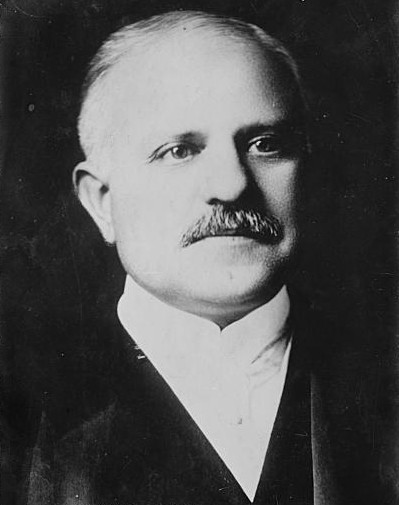
Daniel Guggenheim (1910)

Daniel Guggenheim (* 9. Juli 1856 in Philadelphia, Pennsylvania; † 28. September 1930 in Port Washington, New York) war ein US-amerikanischer Industrieller und Philanthrop.
Seine philanthropischen Hauptinteressen – gemeinsam mit seiner Frau Florence – galten der sozialen Wohlfahrt allgemein, der Entwicklung des Flugwesens und dem Musikpavillon in New Yorks Lincoln Center (1966).
Daniel Guggenheim war der zweitgeborene Sohn Meyer Guggenheims. Seine Söhne Meyer und Harry wurden Botschafter der Vereinigten Staaten.